# Grafikminne
Grafikminnet är det arbetsminne som används av grafikkort eller grafikkretsar i moderna datorer. Grafikminne kallas även VRAM (Video RAM), särskilt på engelska.

## Separat
Separat grafikminne har ofta en bred databuss till grafikkretsen med hög klockfrekvens, vilket ger en bandbredd som är mångdubbelt högre än den till primärminnet. I gengäld har grafikkretsar, enligt vad som är känt, ofta relativt lite cacheminne, delvis eftersom minnesåtkomstmönstret enligt gängse tekniker har dålig lokalitet. Tilingbaserade arkitekturer har där en fördel.

## Integrerat
Integrerade grafikkretsar kan ofta ha delat minne med systemet. Detta innebär lägre bandbredd och mindre tillgängligt minne till andra funktioner, men en viss fördel är i gengäld att ingen separat överföring behöver ske till grafikkortet.

## Bildskärmsminne
En speciell region av grafikminnet är bildskärmsminnet, som är en exakt kopia av aktuell skärmbild. Den matas normalt kontinuerligt till skärmen via ett analogt gränssnitt med en så kallad RAMDAC, eller digitalt med exempelvis en DVI-kontakt. Tidiga grafikkort bestod ofta av i princip enbart minne och RAMDAC. I många tillämpning används så kallad dubbelbuffring, för att bilden inte skall flimra när material ritas om. Detta är extra viktigt i 3D-system, eftersom dessa ofta ritar om precis hela bilden för varje ny bildruta, och behåller det som finns längst fram genom en Z-buffert, som även den lagras i grafikminnet. Dessutom kan grafikminnet innehålla bland annat texturer, programkod och listor med hörn i polygoner (vertex buffers). De båda sistnämnda är emellertid relativt små i jämförelse med de stora bilddata som lagras i de tidigare nämnda.